# 布朗鎮區 (密歇根州)
布朗鎮區（英語：Brown Township）是位於美國密歇根州馬尼斯蒂縣的一個行政鎮區。

## 地方資料
布朗鎮區的面積為93.60平方千米，當中陸地面積為92.30平方千米，而水域面積為1.30平方千米。根據2020年美國人口普查的數據，當地共有人口704人，而人口密度為每平方千米7.52人。